# Palazzo Massimo alle Terme
El Palazzo Massimo alle Terme és un palau de Roma, situat en la Piazza dei Cinquecento del rione Castro Pretori, prop de l'Estació Termini.

## Història i descripció
L'edifici va ser construït entre 1883 i 1886 per l'últim descendent de la família romana dels Massimo, el sacerdot jesuïta Massimiliano Massimo, en terrenys que pertanyien a la família; va encarregar la construcció a l'arquitecte Camillo Pistrucci.
La construcció del palau va comportar la demolició d'un edifici precedent, el Palazzo Peretti (que va pertànyer al Papa/Papa Sixt V i, per tant, també se li cridava Sistino), situat a l'interior de la Vila Peretti Montalto, obra de Domenico Fontana (finals del segle xvi). La vila, convertida posteriorment en Vila Negroni, i finalment Vila Massimo, va desaparèixer completament amb la construcció de la propera estació Termini.
El nou palau es va convertir en seu del Col·legi dels Jesuïtes, que en 1871, amb la conquesta de l'Estat Pontifici per part dels Savoia i la designació de Roma capital del nou Regne d'Itàlia, va ser expropiat de la seva seu original en el Collegio Romano, o Convent de Sant Ignasi, que es va destinar a seu del liceu “Ennio Quirino Visconti”, el primer liceu-gimnàs real del nou Estat i, des de 1975, any de la seva fundació, també del Ministeri de Béns i Activitats Culturals i Turisme.
Va ser per aquesta raó que, posteriorment, el palau es va dir Istituto Massimiliano Massimo, en honor del seu fundador. Va mantenir aquesta designació fins al 8 de desembre de 1960, quan l'institut es va traslladar a una nova seu més gran en EUR.
Comprat per l'Estat Italià en 1981, gràcies al finançament aportat per la llei 92/81 per a la posada en valor del patrimoni arqueològic de Roma, després d'una restauració obra de l'arquitecte Costantino Dardi, l'edifici alberga des de 1998 la principal de les quatre seus del Museu Nacional Romano, i les oficines centrals de la Superintendència Especial de Béns Arqueològics de Roma.
El museu està organitzat en un soterrani (seu de la major col·lecció de medalles d'Itàlia), una planta baixa i els plantes superiors del palau.